# Deanna Dunagan
Deanna Dunagan (Monahans, 25 maggio 1940) è un'attrice statunitense.

## Biografia
È nota soprattutto per aver interpretato Violet nel dramma di Tracy Letts Agosto, foto di famiglia a Chicago, New York, Londra e in Australia, un ruolo che le ha valso il Tony Award alla miglior attrice protagonista in un'opera teatrale, il Drama Desk Award, il Theatre World Award, l'Outer Critics Award ed una candidatura al Laurence Olivier Award alla miglior attrice. Ha recitato anche in altre opere teatrali, tra cui Uomo e superuomo (Broadway, 1979), Figli di un dio minore (tour statunitense, 1981), La gatta sul tetto che scotta (Chicago, 2002), Dieci piccoli indiani (2006) e i musical James Joyce's The Dead (Chicago, 2003) e A Little Night Music (Chicago, 2012).

## Filmografia

### Cinema
- A faccia nuda (The Naked Face), regia di Bryan Forbes (1984)
- Una perfetta coppia di svitati (Running Scared), regia di Peter Hyams (1986)
- Gli uomini della mia vita (Men Don't Leave), regia di Paul Brickman (1990)
- Lontano da Isaiah (Losing Isaiah), regia di Stephen Gyllenhaal (1995)
- Just Like a Woman, regia di Rachid Bouchareb (2012)
- The Visit, regia di M. Night Shyamalan (2015)
- An Acceptable Loss - Decisione estrema (An Acceptable Loss), regia di Joe Chappelle (2019)
- La ragazza di Stillwater (Stillwater), regia di Tom McCarthy (2021)
- Asteroid City, regia di Wes Anderson (2023)

### Televisione
- American Playhouse – serie TV, 4 episodi (1982-1984)
- Persone scomparse (Missing Persons) – serie TV, episodio 1x04 (1993)
- Prison Break – serie TV, episodi 1x04-1x05 (2005)
- Law & Order - I due volti della giustizia (Law & Order) – serie TV, episodio 19x07 (2008)
- Psych – serie TV, episodio 4x08 (2009)
- Cold Case - Delitti irrisolti (Cold Case) – serie TV, episodio 7x05 (2009)
- Ugly Betty – serie TV, episodio 4x11 (2010)
- Detroit 1-8-7 – serie TV, episodio 1x14 (2011)
- Unforgettable – serie TV, 5 episodi (2011)
- Private Practice – serie TV, episodio 6x06 (2012)
- House of Cards - Gli intrighi del potere (House of Cards) – serie TV, episodio 2x05 (2014)
- The Strain – serie TV, episodio 3x03 (2016)
- The Exorcist – serie TV, 4 episodi (2016)
- Proven Innocent – serie TV, episodio 1x11 (2019)
- Chicago Med – serie TV, 3 episodi (2019)

## Teatro (parziale)
- Uomo e superuomo, di George Bernard Shaw. Circle in the Square Theatre di Broadway (1979)
- Figli di un dio minore, di Mark Medoff. Tour statunitense (1981)
- Coriolano, di William Shakespeare. Next Theatre Company di Chicago (1991)
- La gatta sul tetto che scotta, di Tennessee Williams. Apple Tree Theatre di Chicago (2002)
- James Joyce's The Dead, di Richard Nelson e Shaun Davey. Court Theatre di Chicago (2003)
- Road Show, di Stephen Sondheim e John Weidman. Goodman Theatre di Chicago (2003)
- Un equilibrio delicato, di Edward Albee. Remy Bumppo di Chicago (2004)
- Dieci piccoli indiani, di Agatha Christie. Drury Lane Oakbrook di Chicago (2006)
- Agosto, foto di famiglia, di Tracy Letts. Steppenwolf Theatre di Chicago e Imperial Theatre di Broadway (2007)
- Agosto, foto di famiglia, di Tracy Letts. National Theatre di Londra (2008), Sydney Theatre Company di Sydney (2010)
- A Little Night Music, di Stephen Sondheim e Hugh Wheeler. Writers Theatre di Chicago (2012)
- La stanza di Marvin, di Scott McPherson. Shattered Globe Theatre di Chicago (2015)

## Doppiatrici italiane
Nelle versioni in italiano delle opere in cui ha recitato, Deanna Dunagan è stata doppiata da:
- Graziella Polesinanti in House of Cards - Gli intrighi del potere, Asteroid City
- Melina Martello in The Visit, La ragazza di Stillwater
- Vittoria Febbi in Cold Case - Delitti irrisolti
- Ludovica Modugno in Private Practice
- Cristiana Dian in The Strain